# Hans Linders
Hans Linders (Urmond, 28 juli 1961) is een voormalig profvoetballer die doorgaan speelde als rechtsback.

## Voetbalcarrière
Linders speelde in de jeugd van de plaatselijke amateurclub Urmondia en debuteerde daar op 15-jarige leeftijd in het eerste elftal alvorens hij in 1979 de overstap maakte naar hoofdklasser Caesar, waar zijn oudere broer Jack al in de hoofdmacht speelde. In 1981 tekende hij een tweejarig contract bij MVV. Namens de Maastrichtse eredivisionist debuteerde hij direct ook in de basiself op de eerste speeldag van het seizoen 1981/82, tijdens een met 3-1 gewonnen thuiswedstrijd tegen FC Twente op 15 augustus 1981. In zijn eerste profjaar scoorde hij ook zijn enige profgoal, in een met 1-2 gewonnen uitwedstrijd bij Willem II op 29 november 1981. Linders groeide bij MVV al snel uit tot een vaste waarde in de verdediging en maakte deel uit van de ploeg die op 14 oktober 1989 een eredivisierecord vestigde door drie eigen doelpunten in een wedstrijd te produceren. In de met 8-1 verloren uitwedstrijd bij PSV scoorde Linders tweemaal in eigen doel en zijn ploegmaat Coen Quaden één keer. Na dertien jaar MVV, waarin hij twee promoties naar de Eredivisie meemaakte, eindigde zijn profcarrière. Op 1 mei 1994 speelde hij zijn laatste thuiswedstrijd voor MVV en nam hij in Stadion De Geusselt afscheid van het eigen publiek. Daags tevoren was hij door de club benoemd tot lid van verdienste. In het seizoen 1996/97 slaagde amateurclub RIOS '31 er in om met Huub Driessen, Reginald Thal en Hans Linders drie oud-MVV'ers binnen te halen. Mét de drie oud-profs speelde de eersteklasser verdienstelijke wedstrijden in het kader van de KNVB Beker tegen Fortuna Sittard (0-3), MVV (1-1) en Helmond Sport (2-2).

### Profstatistieken
| Seizoen | Club   | Land      | Competitie     | Duels | Goals |
| ------- | ------ | --------- | -------------- | ----- | ----- |
| 1981/82 | MVV    | Nederland | Eredivisie     | 28    | 1     |
| 1982/83 | MVV    | Nederland | Eerste divisie | 18    | 0     |
| 1983/84 | MVV    | Nederland | Eerste divisie | 29    | 0     |
| 1984/85 | MVV    | Nederland | Eredivisie     | 19    | 0     |
| 1985/86 | MVV    | Nederland | Eredivisie     | 22    | 0     |
| 1986/87 | MVV    | Nederland | Eerste divisie | 28    | 0     |
| 1987/88 | MVV    | Nederland | Eerste divisie | 36    | 0     |
| 1988/89 | MVV    | Nederland | Eredivisie     | 25    | 0     |
| 1989/90 | MVV    | Nederland | Eredivisie     | 34    | 0     |
| 1990/91 | MVV    | Nederland | Eredivisie     | 34    | 0     |
| 1991/92 | MVV    | Nederland | Eredivisie     | 22    | 0     |
| 1992/93 | MVV    | Nederland | Eredivisie     | 18    | 0     |
| 1993/94 | MVV    | Nederland | Eredivisie     | 14    | 0     |
| Totaal  | Totaal | Totaal    | Totaal         | 327   | 1     |